# Peter Härtel
Peter Härtel (* 5. Juni 1937 in Mittweida) ist ein ehemaliger deutscher Radrennfahrer bzw. Straßenradsportler aus der DDR.

## Sportliche Laufbahn
Härtel war in der DDR aktiv. Er war Mitglied der Radsportsektion des SC Wismut Karl-Marx-Stadt. Bei Rund um das Muldental war er 1959 erfolgreich. Bei der Slowakei-Rundfahrt 1959 gehörte er zum DDR-Team, bei den DDR-Straßen-Radmeisterschaften 1960 und der DDR-Rundfahrt 1961 zur Mannschaft des SC Wismut Karl-Marx-Stadt I.

## Erfolge
- Rund um Sebnitz 1956 – Gewinner
- DDR-Rundfahrt 1957 – Sieger der 5. Etappe Gotha – Gera, 171 km, 13. Gesamteinzelwertung
- DDR-Straßen-Radmeisterschaften 1957 – Fünfter im Einzelrennen (Männer)
- Sieger Rund um das Muldental 1959
- Erzgebirgs-Rundfahrt 1959 – Zweiter
- Slowakei-Rundfahrt 1959 – Gewinner der 5. Etappe Presov – Vranov, 147 km, Sieger Rund um Tiefenort[2]
- Neuseen Classics – Rund um die Braunkohle 1960 – Fünfter Platz
- DDR-Straßen-Radmeisterschaften 1960/DDR-Straßen-Radmeisterschaften 1960 – Gewinner im Mannschaftszeitfahren (100 km) (gemeinsam mit Manfred Weißleder, Johannes Schober und Dieter Wiedemann)
- DDR-Rundfahrt 1961 – Vierter der 5. Etappe: Jena – Nordhausen, 136 km, am 22. August 1961
- DDR-Straßen-Radmeisterschaften 1962 – Neunter der Einzelmeisterschaft der Männer